# Hollywood contra Franco
Hollywood contra Franco és una pel·lícula documental del 2009 dirigida per Oriol Porta que aprofundeix en l'impacte que la guerra civil espanyola i el franquisme van tenir al cinema estatunidenc de l'època. Pren com a fil conductor la història del guionista novaiorquès Alvah Bessie, que va lluitar a Espanya durant la guerra civil amb les Brigades Internacionals i va sofrir posteriorment l'ostracisme pel seu compromís en favor de l'Espanya republicana, i fou inclòs en les llistes negres de la indústria cinematogràfica.
Es recorren alguns dels clàssics del cinema de l'època que van tractar o van fer aparèixer en el seu argument el tema de la guerra d'Espanya. El compromís personal i el compromís de l'obra artística apareixen com a elements crucials.

## Repartiment
- Lluís Soler i Brendan Price com Alvah Bessie.
- Alvah Bessie com ell mateix.
- Moe Fishman com ell mateix, membre de la brigada Abraham Lincoln.
- Susan Sarandon com ella mateixa.
- Román Gubern com ell mateix, un director.
- Dan Bessie com ell mateix, el fill d'Alvah Bessie.
- Walter Bernstein com ell mateix.
- Arthur Laurents com ell mateix.
- Patrick McGilligan com ell mateix, autor de Tender Comrades.
- Eric Johnston com ell mateix.
- James Philips.
- Lauren Bacall com ella mateixa i Rose Cullen.
- Ingrid Bergman com María.
- Herbert J. Biberman com ell mateix.
- Humphrey Bogart com Rick Blaine i ell mateix.
- Charles Boyer com Luis Denard.
- Joseph I. Breen com ell mateix.
- Madeleine Carroll com Norma.
- Claudette Colbert com Augusta Nash.
- Lester Cole com ell mateix.
- Gary Cooper com Robert Jordan.
- Bette Davis com Sara Muller.
- Edward Dmytryk com ell mateix.
- Dwight D. Eisenhower com ell mateix.
- Henry Fonda com Marco.
- Francisco Franco com ell mateix.
- John Garfield com John Kit McKittrick i ell mateix.
- Murray Hamilton com Brooks Carpenter.
- Ernest Hemingway com ell mateix.
- Hirohito com ell mateix.
- Adolf Hitler com ell mateix.
- Danny Kaye com ell mateix.
- Ring Lardner, Jr. com ell mateix.
- John Howard Lawson com ell mateix.
- Michael Lonsdale com el reporter.
- Albert Maltz com ell mateix.
- Christian Marquand com Zaganar.
- Ray Milland com Tom Martin.
- Zero Mostel com Hecky Brown.
- Michael Murphy com Alfred Miller.
- Benito Mussolini com ell mateix.
- Patrick O'Neal com George Bissinger.
- Samuel Ornitz com ell mateix.
- Gregory Peck com Harry Street i Manuel Artiguez.
- Anthony Quinn com Viñolas.
- Claude Rains com el capità Louis Renault.
- Franklin D. Roosevelt com ell mateix.
- Adrian Scott com ell mateix.
- Iosif Stalin com ell mateix.
- Mark Stevens com Dr. David Foster.
- Barbra Streisand com Katie.
- Dalton Trumbo com ell mateix.
- Manuela Vargas com María.
- James Woods com Frankie McVeigh.

## Nominacions
El 2010 fou nominada al Gaudí a la millor pel·lícula documental.